# 家賃滞納
家賃滞納（やちんたいのう）とは、貸主から不動産を借りている借主が、家賃や地代を滞納すること。

## 解説
- 家賃滞納の理由としては、（賃金の前払いができないなどの）経済的困窮が多いとされているが、一方で（家賃分の金を使い込むほどの）浪費癖がある滞納者など、悪質な滞納者も多く、問題となっている。
- 経済的に不景気な状況が続くと、家賃滞納者が増加する。

## 家賃滞納に係る種々の問題
- ゼロゼロ物件などでの、強引な取り立て手法が問題となっている。
- 貸主側の対策としては、契約時の審査を厳格にしたり、複数の連帯保証人を付けるよう求めたり、あるいは家賃の支払いにクレジットカード（国際ブランド付デビットカード（VISAデビットカード・JCBデビットカード）を含む）を使用させるか家賃保証会社を利用するのが一般的である。不動産業者によっては連帯保証人と家賃保証会社両方を求められることもある。なお、クレジットカード支払物件および金融会社系の家賃保証会社を使う物件は破産者あるいは債務整理（任意整理、民事再生（個人再生）、特定調停）中であるなどの金融事故が判明すると賃貸不可となる。
- 貸主が、裁判により強制執行を行うなど法的手段で取り立てても、借主が無資産あるいは破産宣告（現在の破産手続開始の決定）を受けて貸主が取り戻せず、しかも裁判費用（弁護士・司法書士費用および裁判所への予納金あるいは担保金など）で大赤字となり最終的には泣き寝入りになることも多々ある。
- 滞納家賃の督促等について、有償で法律行為を行えるものは、貸主又は貸主の代理人である弁護士または認定司法書士（認定司法書士に関しては請求金額に上限があり、かつ簡易裁判所における訴訟・調停のみ代理権を持つ）のみである。なお、一般的な集金業務については貸主が不動産管理会社に委託することは違法ではなく、また有償で集金業務の委託を受けた不動産管理会社が無償で滞納家賃の督促を行うことは違法とまではいえず、明確な線引きが難しい。

## 家賃滞納にまつわる事件
鹿児島県指宿市で、賃貸アパートの家賃を数か月に亘り滞納した男が、家主夫妻を殺害した上に家主の自家用車を奪って福岡県北九州市へ逃走する事件が発生した。
その後、強盗殺人罪（二項）で逮捕・起訴され鹿児島地方裁判所で開かれた裁判員裁判で男は死刑の求刑に対し、無期懲役を宣告された。

## 関連事項
- 家賃
- 賃料
- 不動産賃貸業
- 賃貸
- 不動産管理
- ゼロゼロ物件
- 家賃保証会社